# Joseph Ortiz (baseball)
Pour les articles homonymes, voir Joseph Ortiz.
Joseph Ortiz Blanco (né le 13 août 1990 à Caracas, Venezuela) est un lanceur de relève gaucher des Ligues majeures de baseball sous contrat avec les Cubs de Chicago.

## Carrière
Joseph Ortiz signe son premier contrat professionnel en 2006 avec les Rangers du Texas. Il fait ses débuts dans le baseball majeur avec les Rangers le 31 mars 2013 comme lanceur de relève contre les Astros de Houston. Il fait 32 apparitions au monticule pour les Rangers en 2013 et maintient une moyenne de points mérités de 4,23 en 44 manches et deux tiers lancées, avec deux victoires et autant de défaites. Il remporte sa première victoire dans les majeures le 11 avril 2013 sur les Mariners de Seattle. De retour dans son pays natal, le Venezuela, durant l'hiver qui suit la saison 2013, Ortiz est victime d'un accident lorsque, circulant à pied, il est renversé par une motocyclette. Il ne joue pas en 2014 après cet accident.
Le 6 octobre 2014, Ortiz est réclamé au ballottage par les Cubs de Chicago.